# Chengxiang, Wuping
Chengxiang är en köping i sydöstra Kina. Den ligger i Wuping härad i staden Longyan i provinsen Fujian, omkring 340 kilometer väster om provinshuvudstaden Fuzhou. Antalet invånare är 21 940. Befolkningen består av 10 684 kvinnor och 11 256 män. Barn under 15 år utgör 15,0 %, vuxna 15-64 år 74 %, och äldre över 65 år 10,0 %.